# Β-Schleife
Eine β-Schleife (auch β-Kehre, englisch β-Turn, seltener Haarnadelschleife oder Haarnadelkehre) ist ein Sekundärstrukturmotiv von Peptiden und Proteinen. Sie kommt häufiger vor als die ähnlichen α-Schleifen, π-Schleifen  oder γ-Schleifen.

## Struktur
β-Schleifen bestehen aus vier Aminosäuren, wobei sich zwischen der Carbonylfunktion der ersten und Aminofunktion der vierten (bzw. der n- und (n+3)-) Aminosäure eine Wasserstoffbrückenbindung ausbildet. Diese Art der Verknüpfung wird deshalb auch als 4→1 geschrieben (entsprechend α-Schleife: 5→1, γ-Schleife: 3→1).

Schema von β-Schleifen (Typ I und Typ II)

## Subtypen
Je nach den Aminosäureresten wird zwischen βI-, βII- und βIII-Schleifen unterschieden:
- Der βII-Typ besitzt aus sterischen Gründen meist (aber nicht immer) die Aminosäure Glycin an der dritten Position.[2]
- Der βIII-Typ kann beliebig wiederholt werden, wobei dann eine 310-Helix entsteht (3,0 Aminosäuren pro 360°-Drehung, 10-gliedriger Ring der Wasserstoffbrückenbindungen). Zum Vergleich, die α-Helix ist eine 3,613-Helix.

## Funktion
Die β-Schleife ist, wie auch die anderen Schleifen, bei Richtungsänderungen in der Aminosäurekette in der Proteinstruktur zu beobachten. Sie verbindet zumeist β-Faltblatt-Strukturen. Da sie sich häufig an der Oberfläche von Proteinen befindet, beteiligt sie sich an der Interaktion zwischen Proteinen und anderen Molekülen.